# M86 (міна)
M86, повна назва Pursuit-Deterrent Munition (PDB) M86 (англ. Стримуючий переслідування боєприпас модель 86) — американська вистрибуюча протипіхотна осколкова міна (за офіційною класифікацією США — «стримуючий боєприпас»).
У 1997 році рядом країн було підписано Оттавський договір, відомий також як Конвенція про заборону протипіхотних мін. Ряд країн, у тому числі Китай, Росія та США, відмовилися підписувати та ратифікувати цей договір. Водночас у США розпочали розробку спеціального протипіхотного засобу, який би не класифікувався як протипіхотна міна у разі підписання договору. Цим засобом стала протипіхотна уламкова міна (де-факто) M86, яка класифікувалася Міністерством оборони як стримуючий боєприпас.

## Будова
Зовні ця міна є сегментом циліндра з кутом 73 градуси. Вона складається з наступних частин:
- корпус міни;
- осколковий снаряд із вибуховою речовиною всередині;
- оболонка снаряда з вишибним зарядом (піротехнічна рідина);
- електронна схема та батарея;
- пристрій приведення в бойове положення: зовнішнє (у вигляді скоби з півкільцем) та внутрішнє;
- сім натяжних датчиків цілі.

## Принцип роботи

### Приведення в бойове положення
Щоб привести в бойове положення міну, необхідно зняти запобіжну чеку з кільцем та скобу приведення в бойове положення. Після цього руйнується планка, що закорочує, і кулька, що знаходиться навпроти електробатареї, розбиває скляну ампулу з електролітом, який активізує батарею. Тим самим уводиться в дію електронний механізм міни.
Через одну хвилину детонатор міни з'єднується з електронною схемою і викидаються сім натяжних датчиків цілі. Три чи чотири нитки розгортаються на довжину близько 6 м залежно від розташування міни. Ще через 10 секунд міна повністю приводиться в бойове положення.

### Спрацювання
Міна спрацьовує, якщо одна з ниток натягується або змінюється положення самої міни. Спрацьовує вмикач, що замикає електронний ланцюг міни. Ініціюється електродетонатор, який запалює шар рідкого піротехнічного складу, що оточує снаряд кулястої форми (рідина накопичується в нижній частині сферичної порожнини). Під час займання рідини відбувається вибух, який руйнує корпус міни. Вона злітає на висоту до 2 м. У снаряді підпалюється пороховий сповільнювач, який підриває снаряд через частки секунди.

### Знешкодження
Міна може самоліквідуватися у разі, якщо за час роботи не було зафіксовано натяг розтяжки або зміну положення самої міни. Самоліквідатор спрацьовує протягом 4 годин з моменту запуску міни (найпізніше — 4 години 48 хвилин): після ліквідації міни жодної небезпеки для цивільного населення більше не існуватиме. Проте експерти вважають, що у сильний мороз (-12 °C) або сильну спеку (+50 °C) самоліквідатор може не спрацювати.

## Оцінки використання
Міну M86 можна віднести до так званих інтелектуальних мін, які виявляють противника на відстані і точково вражають його, що вважається своєрідним плюсом. Однак за потужністю міна поступається багатьом піхотним ручним гранатам : потужність M86 складає всього 28-29 грам у тротиловому еквіваленті, тоді як, наприклад, у радянської гранати Ф-1 потужність вибуху становить до 60 грам у тротиловому еквіваленті; до того ж тонкий корпус снаряда міни дає мало уламків.